# Cyrtinus howdeni
Cyrtinus howdeni es una especie de escarabajo longicornio del género Cyrtinus, tribu Cyrtinini, orden Coleoptera. Fue descrita científicamente por Wappes, Santos-Silva & Nascimento en 2020.

## Descripción
Mide 2,4 milímetros de longitud.

## Distribución
Se distribuye por México.